# 山添Midzuki
，活躍於1980年代的蘿莉塔偶像。
這位裸體模特兒於蘿莉塔熱潮漸上高峰的1984年出道，並成為了同年12月創刊的《蘿莉控HOUSE》（ロリコンHOUSE）的初代封面女郎。此後直到1986年之前，她不時都會在雜誌的封面和內頁寫真中登場。在16歲之前，她的寫真集還以1年1本的速度出版，與其他蘿莉塔偶像相比較為活躍。此外由於她的作品不時便會往市面上推出，故對於收藏者而言，它們的稀有度較低。

## 經歷
1983年6月，她的首部作品《十二歲沙漏》（十二歳の砂時計）推出。這部寫真集並沒有包含裸體照片。由於出版社在蘿莉塔熱潮達至高峰前破產，故這部作品的稀有度於其眾多作品當中較高。
1984年，她推出了《13歲 蘿莉塔偶像 還不懂愛》（山添みづき13歳　ロリータ・アイドル まだ愛はしらない），原售價1500日元。這部作品正好於偶像的概念在日本得以為人接受的時期開售。攝影師近藤昌良的童話式風格也為它帶來一定人氣。到了1997年，它的價格被推高至20,000日元，2年後則推高至45,000日元。
1985年，她推出了《14歲 蘿莉塔偶像2》（山添みづき14歳 ロリータ・アイドル2）。《蘿莉控HOUSE》的監修者川本耕次在很大程度上參與了是次製作。
1986年，山添推出了《15歲 蘿莉塔偶像3》（山添みづき15歳 ロリータ・アイドル3）。這部寫真集把她於少女－女性之間的過渡外表給拍了下來。1999年，它的價格被推高至25,000日元。
1988年，她推出了《16歲 心跳不已紀念日》（山添みづき16歳 ときめき記念日）。這部寫真集是以在大程度上不再視她為蘿莉塔的風格拍攝的。作品的出版社也不再是以前的一間，不過替換出版社的原因不明。
1989年，她在沒有預先告知的情況下推出了《青春期》（思春期）。它由《十二歲沙漏》和《蘿莉塔偶像3》的照片集結而成。這部寫真集發行量較少，故二手市場也難以見到它的身影。

### 影片
| 名稱 | 製作       | 註         |
| ---- | ---------- | ---------- |
|      | FMサプライ | 跟共同演出 |
|      | FMサプライ | 综合選集   |
|      |            |            |



### 舞台劇
| 名稱 | 作者     | 劇團       |
| ---- | -------- | ---------- |
|      | 高取英作 | 月蝕歌劇團 |

### 書刊
- 斉田石也. . アリス・クラブ. Vol. 7 no. 5 (コアマガジン). 1996-05-01: 29–33.
- . . GEIBUN MOOKS No.192. 芸文社. 1997-12-27: 4–11.
- 斉田石也. . お宝ガールズ2月号増刊・プレミアガール. No. 4 (コアマガジン). 2002-02-01: 32–35.